# Рузанова, Екатерина Александровна
Екатерина Александровна Рузанова, в девичестве Демагина (родилась 16 августа 1982 года в Тольятти) — российская баскетболистка, игравшая на позиции разыгрывающего защитника.

## Карьера

### Клубная
Карьеру начала в 2003 году в составе ЦСКА, который выиграл чемпионат и Кубок России, а также Мировую Лигу. По окончании сезона 2003/2004 года перебралась в московское «Динамо», уже на следующий сезон перешла в «Вологду-Чевакату». Расцвет сил пришёлся на выступления в составе питерского «Спартака», с которым сумела завоевать серебряные медали Балтийской лиги. В годы его выступления Екатерина закрепилась в сборной России. Сезон 2011/2012 провела в оренбургской «Надежде», завоевав бронзовые медали чемпионата России и серебряные медали Кубка России. 18 июня 2012 года перешла в команду «Спарта&К».

### В сборной
В составе сборной становилась серебряным призёром чемпионата мира 2006 года в Бразилии, где в 8 играх набрала 16 очков, оформила 9 подборов и отдала 8 передач. Через год в Италии выиграла чемпионат Европы, где набрала уже в 8 играх 25 очков, оформив также 10 подборов и 4 передачи. Включалась в расширенный список кандидатов на поездку на Евробаскет-2011, но не попала в финальную заявку. Аналогично она включалась и в расширенный состав перед Олимпиадой в Лондоне, но потом была исключена из состава.

## Личная жизнь
Замужем, есть дочь (родилась в 2011 году).